# Ezio Pinza
Ezio Pinza (Roma, 18 de maio de 1892 — Stamford, 9 de maio de 1957) foi um baixo lírico italiano, um dos mais importantes cantores de ópera da primeira metade do século XX. Passou 22 temporadas no Metropolitan Opera, de Nova Iorque, e apareceu em mais de 750 performances de 50 óperas diferentes. Também cantou, com grande sucesso, nos mais importantes teatros do canto lírico mundial, como o La Scala, de Milão, e a Royal Opera House, de Covent Garden, em Londres.